# Trichopoda subdivisa
Trichopoda subdivisa är en tvåvingeart som först beskrevs av Townsend 1908.  Trichopoda subdivisa ingår i släktet Trichopoda och familjen parasitflugor.
Artens utbredningsområde är Kalifornien. Inga underarter finns listade i Catalogue of Life.